# Jean-Pierre Darroussin
Jean-Pierre Darroussin est un acteur et réalisateur français né le 4 décembre 1953 à Courbevoie (Seine).

## Biographie
Jean-Pierre Darroussin est élevé avec sa sœur dans une famille modeste à Courbevoie. Il est le fils d’un artisan ouvrier étameur communiste et d'une mère au foyer. 
Proche de la Gauche prolétarienne après Mai 1968, il vit « de débrouilles plus ou moins légales » (notamment des fraudes aux chèques de voyage) et fonde une coopérative militante de coursiers pour livrer la presse. 
Il se découvre une passion pour le théâtre pendant ses études au lycée Paul-Lapie. Il entre en 1974 au cours Florent puis, en 1975, à l'école de la rue Blanche, formation qui lui permet d'intégrer en 1976, à la troisième tentative, le Conservatoire national supérieur d'art dramatique de Paris dans la classe de Marcel Bluwal, avec Catherine Frot et Ariane Ascaride (diplômé de la promotion 1979). 
En 1975, il apparaît dans l'émission Péplum de José Artur sur Antenne 2 où il interprète un texte de Jean Alessandrini ; il s'agit d'un exercice de diction avec la syllabe « Che ». Il se fait connaître du grand public en 1980 dès son deuxième film, Psy de Philippe de Broca.
De 1978 à 1986, il travaille au théâtre, entre autres pour la Compagnie du Chapeau Rouge de Pierre Pradinas avec sa complice Catherine Frot. Après l'éclatement de la troupe, il change de projet et prend des cours de préparation à l'École normale primaire à la campagne, puis revient au cinéma après le casting du film Mes meilleurs copains de Jean-Marie Poiré.
Il devient au fil des années l'un des acteurs fétiches de Robert Guédiguian.
En 1997, il est récompensé du César du meilleur acteur dans un second rôle pour son interprétation dans Un air de famille de Cédric Klapisch, d'après la pièce de théâtre du même nom d'Agnès Jaoui et Jean-Pierre Bacri.
En 1998, il joue son premier « premier rôle » dans Le Poulpe de Guillaume Nicloux, puis 15 août, Le Cœur des hommes et poursuit depuis avec succès une carrière d'acteur connu du cinéma français.
De 2015 à 2017, il campe le personnage d'Henri Duflot, un des rôles principaux, dans la série Le Bureau des légendes diffusée par Canal+.

### Vie privée
Jean-Pierre Darroussin a deux filles, Marie et Juliette, nées de son premier mariage avec Geneviève Adrey. Il partage ensuite, pendant plusieurs années, la vie de Valérie Stroh, actrice, scénariste et réalisatrice française. Il est en couple, depuis 2009, avec la réalisatrice franco-suédoise Anna Novion qu'il épouse, ils ont un fils, Vincent, né en mai 2014.

### Engagements
Lors de la campagne pour l'élection présidentielle de 2007, Jean-Pierre Darroussin soutient Ségolène Royal. Il vote pour Jean-Luc Mélenchon lors de l'élection présidentielle de 2017 et renouvelle son soutien à La France insoumise en annonçant voter pour la liste de Clémentine Autain aux élections régionales de 2021 en Île-de-France.
Il signe en 2023 la tribune soutenant le mouvement contre le projet sur les retraites, s'adressant au chef de l’État pour demander le retrait immédiat du projet, jugé « injuste, inefficace, touchant plus durement les plus précaires et les femmes », en plus d'être rejeté « par l'immense majorité de la population, et même minoritaire à l'Assemblée nationale, ».

## Filmographie

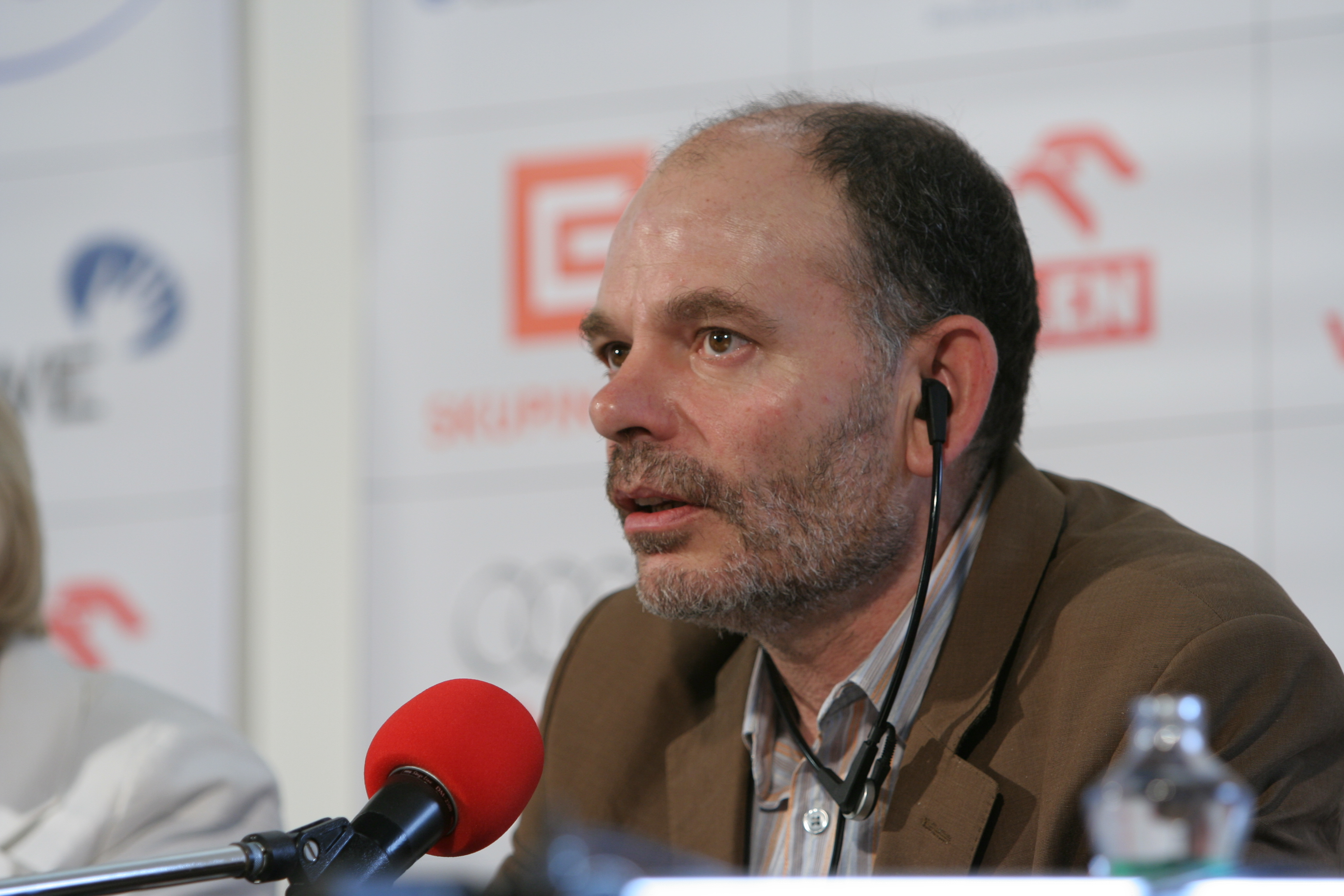
Jean-Pierre Darroussin au 42e Festival international du film de Karlovy Vary (2007).

### Acteur

#### Années 1970
- 1979 : Coup de tête de Jean-Jacques Annaud : le journaliste de Ouest-France.

#### Années 1980
- 1980 : Psy de Philippe de Broca : Jacques
- 1980 : Celles qu'on n'a pas eues de Pascal Thomas : Amédée
- 1981 : Est-ce bien raisonnable ? de Georges Lautner : Henri
- 1982 : Le père Noël est une ordure de Jean-Marie Poiré : l'homme qui téléphone lors du repas de réveillon
- 1984 : Notre histoire de Bertrand Blier : le second passager
- 1985 : Tranches de vie de François Leterrier : l'ami du dragueur/Le journaliste
- 1985 : Ki lo sa ? de Robert Guédiguian : Dada
- 1985 : On ne meurt que deux fois de Jacques Deray : Moulard
- 1985 : Elsa, Elsa de Didier Haudepin : Geof, le fils du producteur
- 1988 : Mes meilleurs copains de Jean-Marie Poiré : Daniel Peccoud, Dany (« Y a pas mort d'homme »)
- 1989 : Dieu vomit les tièdes de Robert Guédiguian : Cochise

#### Années 1990
- 1990 : Mado, poste restante de Aleksandr Adabashyan : le berger
- 1991 : Le Cri du cochon d 'Alain Guesnier
- 1991 : Cauchemar blanc de Mathieu Kassovitz
- 1992 : Riens du tout de Cédric Klapisch : Domrémy
- 1992 : Cuisine et Dépendances de Philippe Muyl : Fred
- 1993 : L'argent fait le bonheur de Robert Guédiguian : le curé
- 1994 : L'Eau froide de Olivier Assayas : un inspecteur
- 1994 : Cache cash de Claude Pinoteau : Jean
- 1995 : Le Fabuleux Destin de madame Petlet de Camille de Casabianca : Hervé Reyter
- 1995 : À la vie, à la mort ! de Robert Guédiguian : Jaco
- 1995 : Mon homme de Bertrand Blier : le client de Gilbert
- 1996 : Un air de famille de Cédric Klapisch : Denis
- 1997 : On connaît la chanson d'Alain Resnais : le jeune homme avec le chèque
- 1997 : Marius et Jeannette de Robert Guédiguian : Dédé
- 1998 : Si je t'aime, prends garde à toi de Jeanne Labrune : le voyageur de commerce
- 1998 : Le Poulpe de Guillaume Nicloux : Gabriel Lecouvreur dit "le Poulpe"
- 1998 : À la place du cœur de Robert Guédiguian : Joël Patché
- 1998 : Qui plume la lune ? de Christine Carrière : Lucien
- 1999 : C'est quoi la vie ? de François Dupeyron : Marc, le père
- 1999 : Inséparables de Michel Couvelard : Robert
- 1999 : La Bûche de Danièle Thompson : Gilbert
- 1999 : Le Goût des autres d'Agnès Jaoui : un spectateur au théâtre
- 1999 : À l'attaque ! de Robert Guédiguian : Jean-Do

#### Années 2000
- 2000 : Ça ira mieux demain de Jeanne Labrune : Xavier
- 2000 : Pas d'histoires (segment Poitiers, voiture 11) de François Dupeyron et Yves Angelo
- 2000 : La ville est tranquille de Robert Guédiguian : Paul
- 2001 : 15 août de Patrick Alessandrin : Raoul
- 2001 : L'Art (délicat) de la séduction de Richard Berry : Monsieur Hubert
- 2001 : Une affaire privée de Guillaume Nicloux : homme Apolus
- 2001 : Marie-Jo et ses deux amours de Robert Guédiguian : Daniel
- 2001 : C'est le bouquet ! de Jeanne Labrune : Raphaël
- 2002 : Mille millièmes, fantaisie immobilière de Rémi Waterhouse : Patrick Bertil
- 2002 : Ah ! si j'étais riche de Michel Munz et Gérard Bitton : Aldo
- 2002 : Le Cœur des hommes de Marc Esposito : Manu
- 2003 : Mon père est ingénieur de Robert Guédiguian : Jérémie/Joseph
- 2003 : Feux rouges de Cédric Kahn : Antoine
- 2004 : Cause toujours ! de Jeanne Labrune : Bruno
- 2005 : Un long dimanche de fiançailles de Jean-Pierre Jeunet : Benjamin Gordes
- 2005 : Combien tu m'aimes ? de Bertrand Blier : André Migot
- 2005 : Saint-Jacques… La Mecque de Coline Serreau : Claude
- 2005 : Le Cactus de Gérard Bitton et Michel Munz : Renard
- 2006 : Le Voyage en Arménie de Robert Guédiguian : Pierre
- 2006 : Le Pressentiment de Jean-Pierre Darroussin : Charles Bénesteau
- 2006 : Toute la beauté du monde de Marc Esposito : Michel
- 2007 : Dialogue avec mon jardinier de Jean Becker : le jardinier Léo dit Dujardin
- 2007 : Fragile(s) de Martin Valente : Yves
- 2007 : J'attends quelqu'un de Jérôme Bonnell : Louis Renard
- 2007 : Le Cœur des hommes 2 de Marc Esposito : Manu
- 2008 : Lady Jane de Robert Guédiguian : François
- 2008 : Le Voyage aux Pyrénées des frères Larrieu : Alexandre Darou
- 2008 : Les Grandes Personnes d'Anna Novion : Albert
- 2009 : Erreur de la banque en votre faveur de Michel Munz et Gérard Bitton : Étienne
- 2009 : L'Armée du crime de Robert Guédiguian : Pujol
- 2009 : Rien de personnel de Mathias Gokalp : Bruno Couffe

#### Années 2010

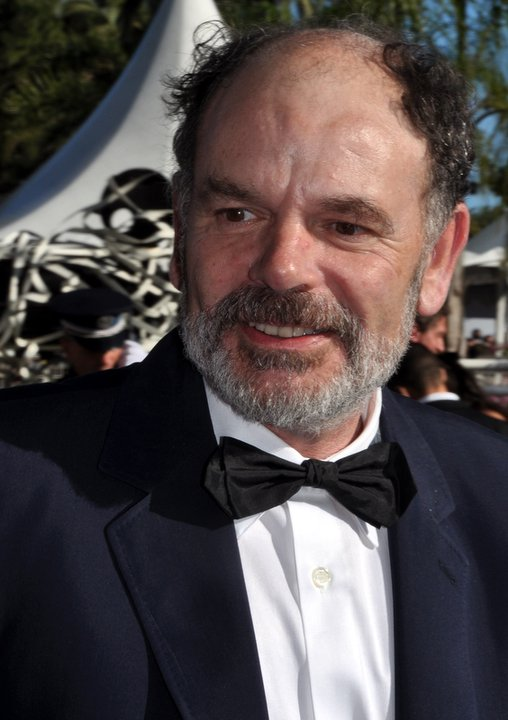
Jean-Pierre Darroussin au festival de Cannes 2011.

- 2010 : L'Immortel de Richard Berry : Martin Beaudinard
- 2010 : La Dame de trèfle de Jérôme Bonnell : Simon Sarasian
- 2010 : Holiday de Guillaume Nicloux : Michel Tremois
- 2011 : La Fille du puisatier de Daniel Auteuil : Monsieur Mazel
- 2011 : De bon matin de Jean-Marc Moutout : Paul
- 2011 : Les Neiges du Kilimandjaro de Robert Guédiguian : Michel
- 2011 : Le Havre  d'Aki Kaurismäki : Monet
- 2013 : Rendez-vous à Kiruna d'Anna Novion : Ernest Toussaint
- 2013 : Marius de Daniel Auteuil : Honoré Panisse
- 2013 : Fanny de Daniel Auteuil : Honoré Panisse
- 2013 : Le Cœur des hommes 3 de Marc Esposito : Manu
- 2013 : Mon âme par toi guérie de François Dupeyron : le père
- 2014 : La Ritournelle de Marc Fitoussi : Xavier
- 2014 : Au fil d'Ariane de Robert Guédiguian : chauffeur de taxi
- 2014 : Bon Rétablissement ! de Jean Becker : Hervé
- 2015 : Coup de chaud de Raphaël Jacoulot : Daniel Huot-Marchand
- 2016 : Une vie de Stéphane Brizé : le baron Simon-Jacques Le Perthuis des Vauds
- 2017 : La Promesse de l'aube d'Éric Barbier : Zaremba
- 2017 : La Villa de Robert Guédiguian : Joseph
- 2018 : Chacun pour tous de Vianney Lebasque : Martin
- 2019 : Gloria Mundi de Robert Guédiguian : Richard
- 2019 : Les Éblouis de Sarah Suco : le berger

#### Années 2020
- 2020 : Des hommes de Lucas Belvaux : Rabut
- 2021 : Le Trésor du Petit Nicolas de Julien Rappeneau : le directeur
- 2022 : Rumba la vie de Franck Dubosc : Gilles
- 2022 : L'école est à nous d'Alexandre Castagnetti : Daniel
- 2023 : Je verrai toujours vos visages de Jeanne Herry : Michel
- 2023 : Le Théorème de Marguerite d'Anna Novion : Laurent Werner
- 2023 : Et la fête continue ! de Robert Guédiguian : Henri
- 2024 : Juliette au printemps de Blandine Lenoir : Léonard
- 2024 : La Pie voleuse de Robert Guédiguian : M. Moreau
- 2025 : Rapaces de Peter Dourountzis : Christian
- 2026 : Mauvaise pioche de Gérard Jugnot

### Télévision
- 1980 : La Vie des autres : Le secret des Valincourt d'Emmanuel Fonlladosa
- 1990 : Les Dossiers secrets de l'inspecteur Lavardin - téléfilm : Le Diable en ville de Christian de Chalonge : Jean Leroux
- 1990 : Un privé au soleil (un épisode)
- 1991 : La Grande Dune de Bernard Stora : Dr Demarquez
- 1992 : Les Intrépides : Marcel Primpignant, le propriétaire de la Bugatti (épisode 25)
- 1994 : Les Cinq Dernières Minutes (un épisode)
- 1994 : Le dernier tour de Thierry Chabert : Baptiste Piérard
- 1995 : François Kléber (1 épisode)
- 1997 : Un homme, téléfilm de Robert Mazoyer : Charles
- 2008 : Le 7e juré d'Édouard Niermans : Grégoire Duval
- 2011 : Le Grand Restaurant II de Gérard Pullicino : l'échangiste bisexuel
- 2012 : La Mer à l'aube de Volker Schlöndorff : Abbé Moyon
- 2015 : La Mort d'Auguste de Denis Malleval : Antoine Mature
- 2015 - 2018 : Le Bureau des légendes : (Saisons 1 - 2 - 3 - 4) d'Eric Rochant : Henri Duflot
- 2017 : La Loi de Julien de Christophe Douchand : Julien Meunier
- 2021 : Le Grand Restaurant : Réouverture après travaux de Romuald Boulanger
- 2021 : Une si longue nuit de Jérémy Minui : commandant Jean-François Berroyer
- 2025 : Monsieur de Méliane Marcaggi : Dassieux

### Clip
- 2017 : Pourvu de Gauvain Sers réalisé par Jean-Pierre Jeunet

### Réalisateur
- 1992 : C'est trop con (court métrage)
- 2006 : Le Pressentiment

### Doublage
- 2018 : Transit : le barman et le narrateur (Matthias Brandt)

## Théâtre
- 1982 : Gevrey-Chambertin d'Alain Gautré et Pierre Pradinas, mise en scène Pierre Pradinas, Théâtre de l'Est parisien
- 1983 : Les Amis de Monsieur Gazon de Pierre Pradinas et Simon Pradinas, mise en scène Pierre Pradinas, Théâtre de la Tempête
- 1986 : La Mouette d'Anton Tchekhov, mise en scène Pierre Pradinas, Théâtre de la Bastille
- 1989 : Le Secret d'Henri Bernstein, mise en scène Andréas Voutsinás, Théâtre des Célestins
- 1991 : Cuisine et Dépendances d'Agnès Jaoui et Jean-Pierre Bacri, mise en scène Stéphan Meldegg, Théâtre La Bruyère
- 1994 : Un air de famille de Jean-Pierre Bacri et Agnès Jaoui, mise en scène Stéphan Meldegg, Théâtre de la Renaissance
- 1997 : La Terrasse de Jean-Claude Carrière, mise en scène Bernard Murat, Théâtre Antoine
- 2005 : Le Génie des forêts d'Anton Tchekhov, mise en scène Roger Planchon, TNP Villeurbanne
- 2006 : Le Génie des forêts d'Anton Tchekhov, mise en scène Roger Planchon, Théâtre Gérard
-Philipe
- 2009 : La Chapelle-en-Brie d'Alain Gautré, mise en scène de l'auteur, Théâtre du Rond-Point
- 2011 : Une banale histoire d'Anton Tchekhov, mise en scène Marc Dugain, Théâtre de l'Atelier
- 2013 : Calme de Lars Norén, mise en scène Jean-Louis Martinelli, Théâtre Nanterre-Amandiers
- 2013 : Inconnu à cette adresse de Kressmann Taylor, lecture dirigée par Delphine de Malherbe, Théâtre Antoine
- 2018 - 2019 : « Art » de Yasmina Reza, mise en scène Patrice Kerbrat, Théâtre Antoine
- 2021 : Rimbaud en feu de Jean-Michel Djian, mise en scène Anna Novion, Marseille, Théâtre Toursky, puis Théâtre Antoine en 2022
- 2022 : Le principe d’incertitude de Simon Stephens, mise en scène Louis-Do de Lencquesaing, Théâtre Montparnasse
- 2024 : Inconnu à cette adresse de Kressmann Taylor, mise en scène Jérémie Lippmann, Théâtre Antoine

## Publication
- Et le souvenir que je garde au cœur, Editions Fayard, 2015,  (ISBN 978-2213682440)

## Décorations
- Officier de l'ordre des Arts et des Lettres (2010)[16]

- Commandeur de l'ordre des Arts et des Lettres (2021)[17]

## Distinctions

### Récompenses
- Festival Jean Carmet de Moulins1996 : meilleur second rôle (Prix du public) pour Un air de famille
- César 1997 : meilleur acteur dans un second rôle pour Un air de famille
- Festival international du film de Thessalonique 1999 : meilleur acteur pour Qui plume la lune ?
- Prix Louis-Delluc 2006 : prix du premier film pour Le Pressentiment
- Molières 2018 : meilleur comédien dans le théâtre privé pour « Art » de Yasmina Reza
- Lauriers de la radio et de la télévision 2018 : Laurier d'interprétation masculine pour La Loi de Julien[18]

### Nominations
- Molières 1992 : meilleur comédien dans un second rôle pour Cuisine et Dépendances
- César 1994 : meilleur acteur dans un second rôle pour Cuisine et Dépendances
- Molières 1995 : meilleur comédien dans un second rôle pour Un air de famille
- Molières 1997 : meilleur comédien dans un second rôle pour La Terrasse
- César 1998 : meilleur acteur dans un second rôle pour Marius et Jeannette
- César 1999 : meilleur acteur pour Le Poulpe
- César 2008 : meilleur acteur pour Dialogue avec mon jardinier